# امنیت بین‌الملل
امنیت بین‌الملل مجموعه‌ای از تدابیر و اقدامات دولت‌ها و سازمان‌های بین‌المللی، همچون سازمان ملل متحد است که برای اطمینان از بقا و امنیت متقابل صورت می‌گیرد. این اقدامات شامل اقدام نظامی و موافقت نامه‌های دیپلماتیک همانند معاهدات و قراردادها می‌باشند. امنیت ملی و بین‌المللی همواره با یکدیگر در ارتباط هستند. امنیت بین‌الملل، امنیت ملی یا امنیت دولت در عرصه جهانی محسوب می‌شود.
با پایان جنگ جهانی دوم، یک زمینه مطالعاتی جدید که بر امنیت بین‌المللی تمرکز داشت پدید آمد. امنیت بین‌الملل به عنوان یک رشته مستقل مطالعاتی آغاز به کار کرد با این حال این رشته به عنوان یکی از زیرشاخه‌های روابط بین‌الملل محسوب می‌شود. از دهه ۱۹۵۰ تا کنون، مطالعات امنیت بین‌الملل در قلب مطالعات روابط بین‌الملل قرار داشته‌است. این رشته موضوعاتی دیگر همچون مطالعات امنیتی، مطالعات راهبردی و مطالعات صلح را پوشش می‌دهد.

## پی‌نوشت‌ها
1. ↑  Buzan, B. and L. Hansen (2009). The Evolution of International Security Studies. Cambridge, Cambridge University Press.
2. ↑  Sheehan, M. (2005). International Security: An Analytical Survey. London, Lynne Rienner Publishers.